# روغن سیر

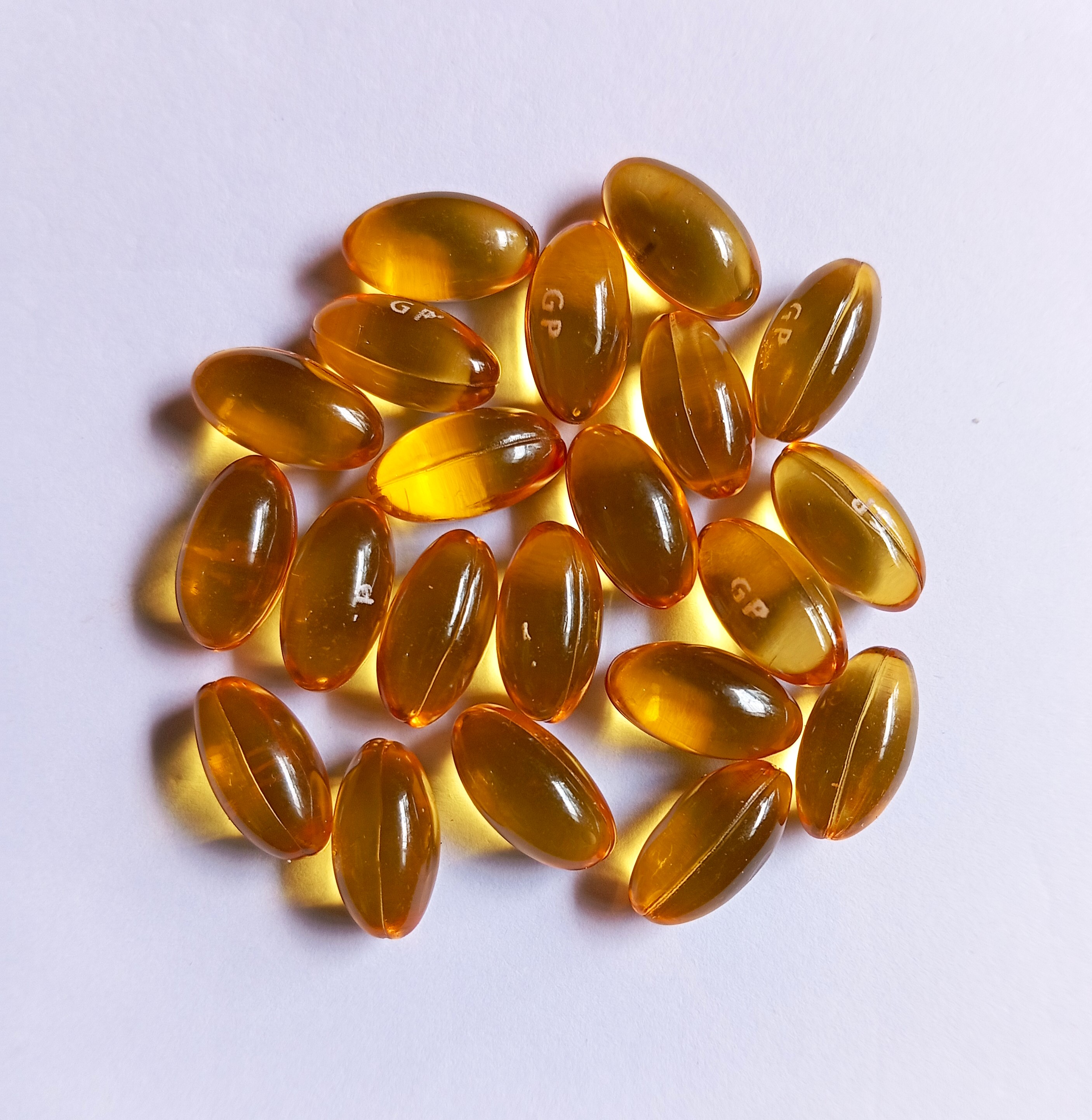
کپسول روغن سیر

روغن سیر روغن فراری است که از سیر به دست می‌آید. معمولاً با استفاده از تقطیر با بخار آب تهیه می‌شود و همچنین می‌توان آن را از طریق تقطیر با استفاده از اتر نیز تهیه کرد. در آشپزی و به عنوان چاشنی، مکمل غذایی و همچنین به عنوان حشره‌کش استفاده می‌شود.

## آماده‌سازی
روغن سیر معمولاً با استفاده از تقطیر بخاری تهیه می‌شود، که در آن به سیر له شده بخار داده می‌شود که در نتیجه محتوی روغن تغلیظ می‌گردد. روغن سیر حاوی ترکیبات گوگردی فرار مانند دی آلیل دی سولفید است که ۶۰ درصد از ترکیبات این روغن است. روغن سیر تقطیر شده با بخار معمولاً دارای بوی تند و نامطلوب و رنگ زرد مایل به قهوه ای است. بوی آن به وجود دی آلیل دی سولفید در ترکیبات آن نسبت داده شده است. برای تولید حدود ۱ گرم روغن سیر خالص به روش تقطیر با بخار آب، حدود ۵۰۰ گرم سیر مورد نیاز است. قدرت روغن سیر رقیق نشده ۹۰۰ برابر سیر تازه و ۲۰۰ برابر سیر کم‌آب است. از
از اتر نیز می‌توان برای استخراج روغن سیر استفاده کرد. نوعی از روغن سیر شامل خیساندن سیر خرد شده یا له شده در روغن نباتی است، اما این روغن سیر خالص نیست. بلکه روغنی حاوی سیر است.

## موارد استفاده
از روغن سیر به عنوان یک مکمل غذایی یا کمک کننده گوارشی استفاده می‌شود که معمولاً به شکل کپسول فروخته می‌شود که ممکن است با مواد دیگر رقیق شده باشد. برخی از فرآورده‌های تجاری با سطوح مختلف رقیق تولید می‌شوند، مانند فرآورده ای که حاوی ۱۰ درصد روغن سیر است. هیچ تحقیق بالینی که اثرات مصرف روغن سیر بر سلامتی را تأیید کند وجود ندارد.
ترکیب طعم تثبیت شده سیر مخلوطی اختصاصی از پودر سیر دهیدراته شده با روغن سیر است که طعم پودر سیر را افزایش می‌دهد.
روغن سیر را می‌توان به عنوان حشره‌کش استفاده کرد، آن را با آب رقیق کرده و روی گیاهان اسپری می‌کنند.

## اثرات نامطلوب بالقوه
عوارض جانبی رایج مصرف مکمل‌های سیر، روغن سیر و سیر عبارتند از بوی دهان و بدن، درد شکم، تهوع، استفراغ و سایر علائم اختلالات گوارشی.مصرف روغن سیر ممکن است در برخی افراد اثرات ضدانعقادی داشته و باعث خونریزی شود و ممکن است با داروهای تجویزی نیز تداخل داشته باشد.

## روغن با طعم سیر

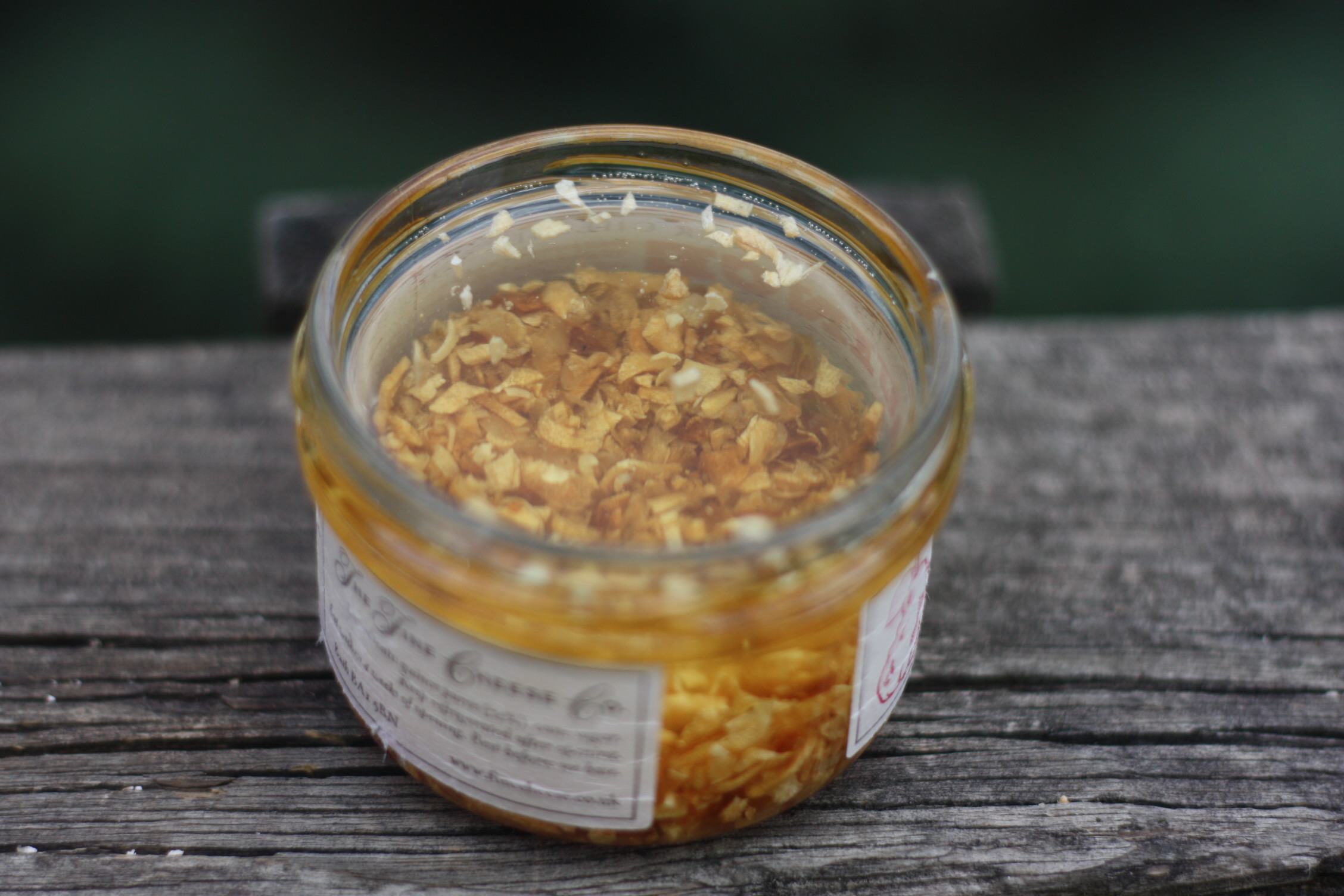
روغن با طعم سیر: روغن نباتی حاوی سیر که برای چاشنی استفاده می‌شود

روغن با طعم سیر برای مصارف پخت و پز و مزه‌دار کردن مورد استفاده قرار می‌گیرد و گاهی به عنوان یک ماده در مخلوط چاشنی‌ها استفاده می‌شود. این با روغن سیر اصلی متفاوت است و به‌طور معمول شامل استفاده از سیر خرد شده، خیس شده یا له شده است که در روغن‌های گیاهی مختلف برای طعم دادن به آن روغن قرار می‌گیرد.